# Заболотьевская поселковая община
Заболотьевская поселковая община (укр. Заболоттівська селищна громада) — территориальная община в Ковельском районе Волынской области Украины.
Административный центр — село Заболотье.
Население составляет 9684 человек. Площадь — 251,3 км².
В соответствии с распоряжением Кабинета Министров Украины от 12 июня 2020 года, в состав общины вошла территория Заболотьевского поселкового совета, а также Гутянского, Залесского и Турского сельских советов упразднённого Ратновского района.

## Населённые пункты
В состав общины входят 1 посёлок и 3 села:
- Заболотье
- Гутянский старостинский округ:
  - Гута
- Залесский старостинский округ:
  - Залесы
- Турский старостинский округ:
  - Тур